# Троицкое кладбище (Курган)
Троицкое кладбище (ныне на его части Старообрядческий сквер) —  несохранившееся кладбище города Кургана.

## История
Основано 11 октября 1881 как некрополь Троицкого прихода. В начале XX века снесено. На его месте построен жилой микрорайон «Темп» — один из самых неблагополучных в городе, а также гаражи. Во время земляных работ строителям попадались человеческие кости.

## Старообрядческий сквер
Северо-западная часть кладбища была отдана для захоронений старообрядцам. Кладбище отмечено на планах города за 1900, 1903, 1906 и ряда последующих лет. По свидетельствам очевидцев, кладбище было ограждено от «суеты мира» глухим забором. Никаких памятников здесь не было. Аккуратные покрытые травой холмики. Хранителем кладбища долгое время был Воеводин Евстафий Леонтьевич (1872—1945). Дом его стоял в районе перекрестка современных улиц Пролетарской и Коли Мяготина.
Распоряжением мэра города Кургана от 11 сентября 2000 года N 4728-р установлен топоним Старообрядческий сквер (справа от виадука в районе бывшего старообрядческого кладбища, сквер у городского рынка).
Границы сквера: улицы Станционная, Пролетарская, Савельевский переезд, здание по адресу ул. Станционная, 74а. В сквере установлен памятный знак с надписью «Мир праху ушедших поколений».